# Agathia quinaria
Agathia quinaria là một loài bướm đêm trong họ Geometridae.